# Emmanuel Buenzod
Emmanuel Buenzod, né à Morges le 4 novembre 1893 et mort le 22 septembre 1971, est un écrivain, critique littéraire, musicologue et enseignant vaudois.

## Biographie
Emmanuel Buenzod naît d'un père pharmacien et d'une mère licenciée ès lettres de l'Université de Lausanne. Il fait ses études secondaires à Morges puis à l'Université de Lausanne où il obtient une licence ès lettres. Il enseigne alors le français et le latin à Lyon, à Rolle de 1917 à 1918 puis au collège de Vevey de 1918 à 1954.

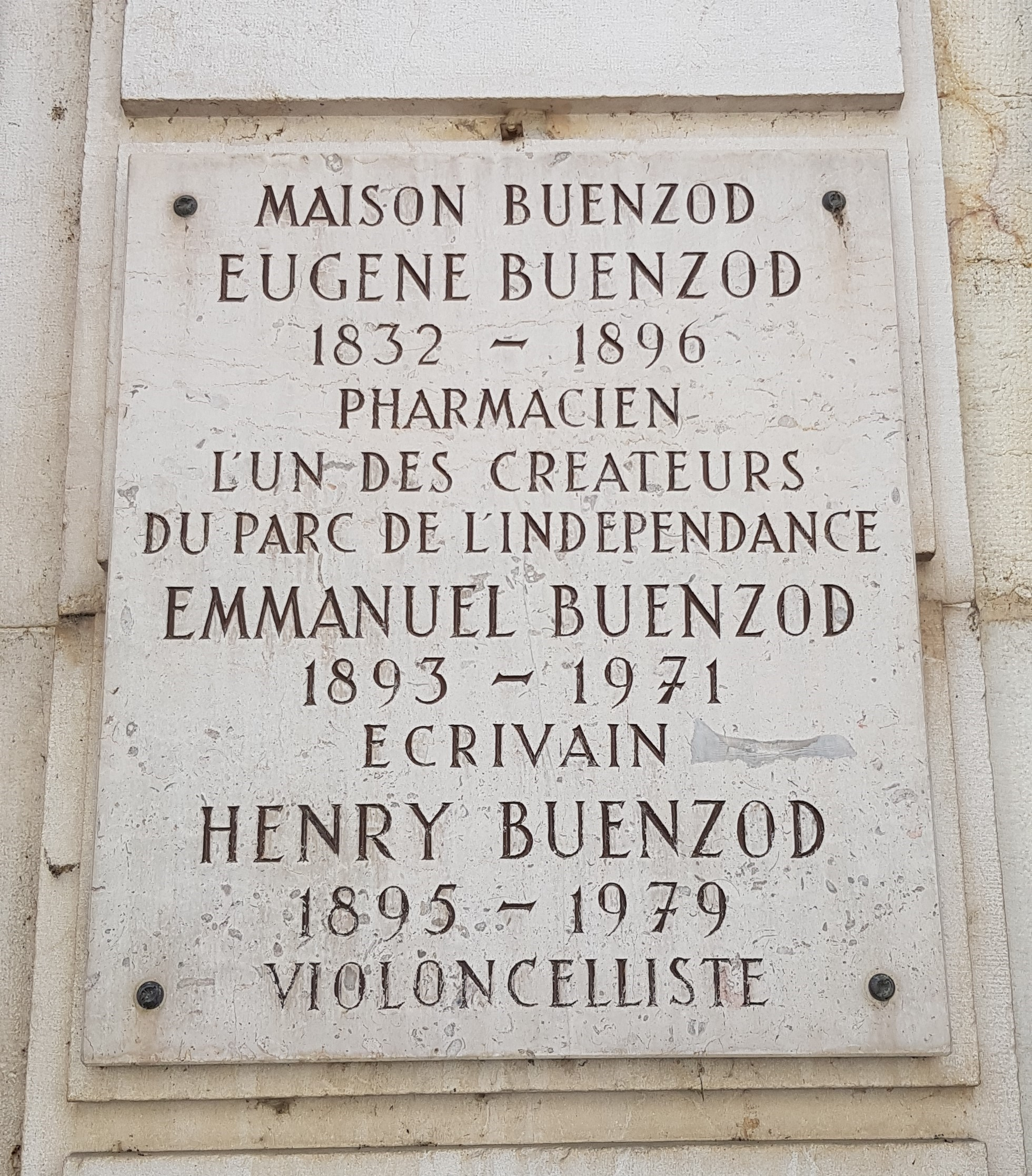
Plaque 1, Rue de Alpes (Morges)

En parallèle, Emmanuel Buenzod mène une carrière de romancier, de critique littéraire et de musicologue. Collaborateur littéraire et musical pour divers journaux, il publie dans la Gazette de Lausanne et dans plusieurs revues romandes environ 1 800 chroniques. Grand amateur de musique, il pratique le violon et écrit des essais et des biographies consacrés à de grands musiciens classiques qui restent encore d'actualité aujourd'hui : on citera parmi ces essais Mozart (1930), Le pouvoir de Beethoven (1936), Franz Schubert (1937), Robert Schumann (1965) et César Franck (1966) ainsi que ses études rassemblées sous le titre Musiciens, en deux séries (1945 et 1949). Également écrivain et romancier, Emmanuel Buenzod commence sa carrière par un recueil de pastiches, Pour copie conforme, où il parodie des auteurs comme Pierre Girard ou Henri Spiess. Son œuvre de romancier et de nouvelliste s'inspire ensuite de son enfance lémanique ; outre ses deux écrits autobiographiques, Été 39 (1940) et Album de famille (1957), il évoque les mœurs bourgeoises et provinciales des petits villages lémaniques dans les nouvelles de Gens de rencontre (1958), un recueil de poésie, Le canot ensablé, ou dans ses romans Le Regard baissé et Ciel vide. Emmanuel Buenzod a reçu plusieurs distinctions dont, en 1966, le Grand Prix Schiller pour l'ensemble de son œuvre.
Emmanuel Buenzod décède le 22 septembre 1971 à Vevey, où il vivait depuis le début des années 1920. Éric Gaudibert, qui a été son élève, évoque le souvenir d'un homme impressionnant, sachant manier l'ironie à la perfection, capable de captiver son auditoire par une lecture de Ramuz et que l'on surprenait parfois à « croquer les têtes studieuses ou rêveuses » de ses élèves au dos d'une version latine.

## Sources
- « Emmanuel Buenzod », sur la base de données des personnalités vaudoises sur la plateforme « Patrinum » de la Bibliothèque cantonale et universitaire de Lausanne.
- Doris Jakubec, « Buenzod, Emmanuel » dans le Dictionnaire historique de la Suisse en ligne, version du 25 mai 2001.
- Gaudibert, Eric, "Je me souviens", Revue musicale de Suisse romande, 1991/2, p. 119-120
- À contre temps, huitante textes vaudois de 1980 à 1380, Lausanne, Payot, 1980, p. 104-106
- Francillon, Roger, Histoire de la littérature en Suisse romande, vol. 2, p. 401-403
- Nicollier, Alain, Dahlem, Henri-Charles, Dictionnaire des écrivains suisses d'expression française, vol. 1, p. 140-142
- Dahlem, Henri-Charles, Sur les pas d'un lecteur heureux, guide littéraire de la Suisse, p. 75
- Fonds : Buenzod, Emmanuel (1918-1993) [0,1 m.l.].  Cote : P012. Centre des littératures en Suisse romande-UNIL (présentation en ligne).